# Orihuela del Tremedal (kommunhuvudort)
Orihuela del Tremedal är en kommunhuvudort i Spanien.   Den ligger i provinsen Provincia de Teruel och regionen Aragonien, i den centrala delen av landet, 170 km öster om huvudstaden Madrid. Orihuela del Tremedal ligger 1 439 meter över havet och antalet invånare är 590.
Terrängen runt Orihuela del Tremedal är kuperad åt sydväst, men åt nordost är den platt. Runt Orihuela del Tremedal är det mycket glesbefolkat, med 7 invånare per kvadratkilometer. Orihuela del Tremedal är det största samhället i trakten. Omgivningarna runt Orihuela del Tremedal är i huvudsak ett öppet busklandskap.